# ویناریتسه (ناحیه کلادنو)
ویناریتسه (به چکی: Vinařice) یک منطقهٔ مسکونی در جمهوری چک است که در شهرستان کلادنو واقع شده‌است. ویناریتسه ۵٫۱۶ کیلومتر مربع مساحت و ۱٬۹۲۹ نفر جمعیت دارد و ۳۴۴ متر بالاتر از سطح دریا واقع شده‌است.